# Souhane
Souhane è un comune dell'Algeria, situato nella provincia di Blida.